# Gongistes pisander
Gongistes pisander är en insektsart som beskrevs av Ronald Gordon Fennah 1969. Gongistes pisander ingår i släktet Gongistes och familjen vedstritar. Inga underarter finns listade i Catalogue of Life.